# Nastro d'argento alla carriera
Il Nastro d'argento alla carriera è un riconoscimento cinematografico italiano assegnato annualmente dal Sindacato Nazionale Giornalisti Cinematografici Italiani.

## Albo d'oro
- 1984: Carlo Ludovico Bragaglia
- 1995: Michelangelo Antonioni, Sophia Loren e Alberto Sordi
- 1996: Ingmar Bergman
- 1998: Nino Baragli
- 2001: Armando Trovajoli
- 2003: Luis Bacalov
- 2005: Suso Cecchi D'Amico e Mario Monicelli[1]
- 2006: Stefania Sandrelli[2]
- 2007: Dino Risi[3]
- 2008: Piero De Bernardi, Giuliano Gemma, Carlo Lizzani e Vittorio Storaro[4]
- 2010: Ugo Gregoretti, Gilles Jacob, Ilaria Occhini e Armando Trovajoli[5]
- 2011: Emidio Greco, Fulvio Lucisano e Marina Piperno[6]
- 2013: Roberto Herlitzka[7]
- 2014: Marina Cicogna, Francesco Rosi e Piero Tosi[8]
- 2016: Elio Pandolfi[9]
- 2018: Gigi Proietti[10]
- 2019: Silvano Agosti[9]
- 2020: Toni Servillo[11]
- 2022: Gina Lollobrigida[12]
- 2023: Giovanna Ralli[13]